# Nactus cheverti
Nactus cheverti är en ödleart som beskrevs av  Macleay 1877. Nactus cheverti ingår i släktet Nactus och familjen geckoödlor. Inga underarter finns listade i Catalogue of Life.